# Le lacrime non macchiano
Le lacrime non macchiano è un singolo della cantautrice italiana Levante, pubblicato il 3 luglio 2015 come secondo estratto dal secondo album in studio Abbi cura di te.

## Tracce
Download digitale
1. Le lacrime non macchiano – 3:26